# アーガス (空母)
アーガス (英語: HMS Argus, I49) は、イタリア王国が発注した貨客船を改造したイギリス海軍の航空母艦。同型艦はない。艦名はギリシャ神話のアルゴスに由来する。
イギリス海軍が建造した巡洋戦艦改造空母「フューリアス」や、巡洋艦改造空母「ヴィンディクティブ」、実戦投入された水上機母艦「カンパニア」など、先行艦での使用実績を踏まえて設計された。第一次世界大戦末期に完成した。
飛行甲板上に構造物を設けない、全通甲板/平甲板（フラッシュデッキ型、フラットトップ型）を採用した最初の飛行機母艦であり、事実上世界最初の実用的な航空母艦である。
本艦は、アメリカ海軍の「ラングレー」（給炭船改造、1922年就役）や日本海軍の「鳳翔」（1922年12月就役）など、列強の空母開発に大きな影響を与えた。海軍休日時代は予備艦や練習艦、実験艦として用いられた。第二次世界大戦で第一線に復帰、地中海攻防戦における航空機輸送（クラブラン）、大西洋で護送船団に附随する護衛空母として運用された。

## 概要
本艦は、1914年にイタリアのロイド・サバウド社が発注した大西洋横断用途の客船コンテ・ロッソ (Conte Rosso) として、グラスゴーのビアードモア社で起工した。しかし進水前にイギリス海軍に買い取られ、ビアードモア社の協力により航空母艦として建造されることとなった。ビアードモア社は1912年に飛行機母艦を設計して建造を申し出たことがあったがイギリス海軍に却下されており、本艦の空母改造決定にも影響を与えた可能性がある。
1917年（大正6年）12月2日に進水し、第一次世界大戦終結直前の1918年（大正7年）9月16日に「アーガス」として竣工した。9月22日には日本海軍の桑原虎雄大尉が、1919年（大正8年）1月24日には日本海軍関係者が本艦を視察している。

## 設計
第一次世界大戦で列強各国は水上機母艦を実戦投入したが、イギリス海軍は水上機のみならず、陸上機（車輪付航空機）を海上でも本格的に運用することにした。そのための設備が本艦に備え付けられている。客船としてほぼ完成していた船体の上部構造物を撤去し、船首から艦尾にかけて全長いっぱいに飛行甲板をもうけた。飛行甲板と船体の間に飛行機格納庫があり、船体から延長された側壁で閉鎖されている。設計当初では飛行甲板上に凱旋門のような形状の艦橋を設け、中央部から艦載機を発艦させる設計であったが、途中で飛行甲板をフラットに変更し、艦橋は飛行甲板の下に設けるよう改められた。いわゆる平甲板型、フラッシュデッキ型 (Flush Deck Type) である。港湾などの狭い水路を航海する時のために、飛行甲板の前方の中心線上に小型の操舵艦橋が甲板上にせり上がるという機構をもつ。これは水圧式であったという。

## 兵装
設計年時が古いために旧世代な設計も残っていたが、これらは本艦の設計時期を考えれば致し方の無いものであった。これは航空母艦を軽巡洋艦的な任務にも対応させようとの各国共通の設計思想によるもので、同世代のベアルン級（ノルマンディー級戦艦改造空母）にも共通する点が多い。
主武装の10.2cm（45口径）単装砲は飛行甲板直下主甲板の艦首から格納庫前端部に左右1基ずつ、前部エレベータ左右に1基ずつ、格納庫後端部左右に1基ずつの計6基である。

## 船体

### 航空艤装

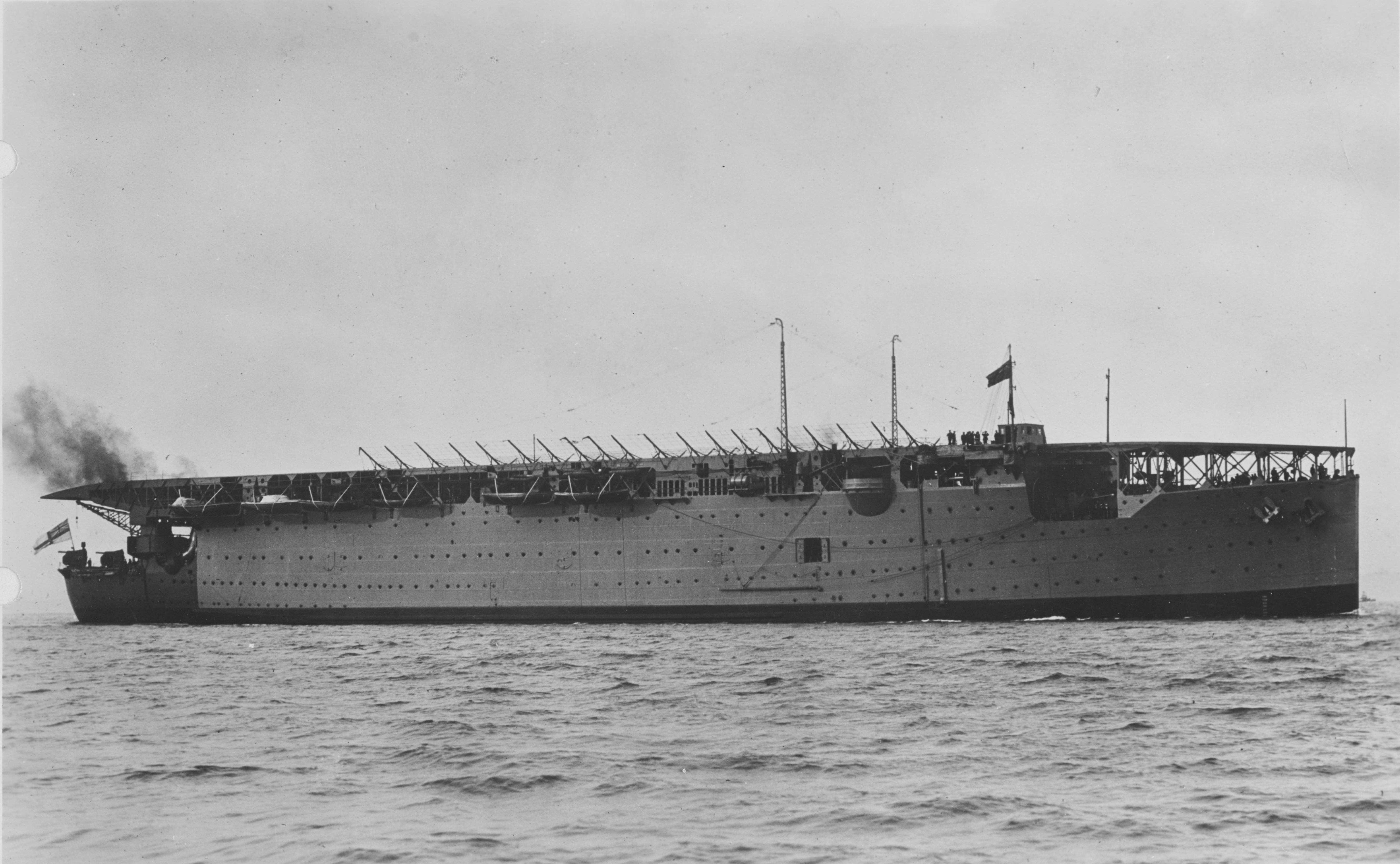
1920年代に撮られた「アーガス」。飛行甲板上に隠蔽型の艦橋がせり上がっている。煙路を後方に導いたために艦尾から煤煙が上がっている。側面の棒状のものは着艦機の転落防止用のパリセイド

商船型の船体から上一杯を使用し、上方から見ればアイロン型の飛行甲板を張られた本艦の飛行甲板長は縦143 m×幅25.9 m。二基のエレベーター（昇降機）を飛行甲板の前後に一基ずつ設けた。本艦のエレベーターは現代のものと同じく、完全な四角形であった。この後、「フューリアス（第二次近代化改装後）」「イーグル（初代）」「ハーミーズ（初代）」「カレイジャス」級ではエレベータ形状が、前後両方か片方が飛行機の形に合わせた十字架型形状を採用するという、迷走の時代に入る。
「アーガス」の、竣工直後の着艦装置は、鋼索縦張り式の着艦制動装置と既倒式縦棒型制動装置を併用装備していた。鋼索縦張り式は着艦制動能力が絶対的に不足しており、機体が横滑りを起して飛行甲板から転落する事を防ぐことができなかった。さらに、既倒式縦棒型制動装置は、飛行甲板上に蝶番で繋がれた棒を立てておき、着陸してくる機体を激突させて停止させる乱暴な装置で、着艦と引き換えにプロペラや翼を損傷する機が続出した。あまりの被害に英国海軍は1926年に制動装置の全てを撤去し、その後の5年間は飛行甲板全面積を使用し、写真で飛行甲板両脇に見える「パリセイド」と呼ばれる折りたたみ式の転落防止柵を立て、着艦する機体に整備員が飛び掛って停止させる危険極まりない方法を選択せざるを得なかった。その間にフランス海軍・アメリカ海軍では安全な鋼線横張り式の着艦制動装置を完成させ、先駆者であったが後塵を拝する事となったイギリス海軍は1931年にようやく横張り方式に改装し、実用的な着艦制動装置を得た。

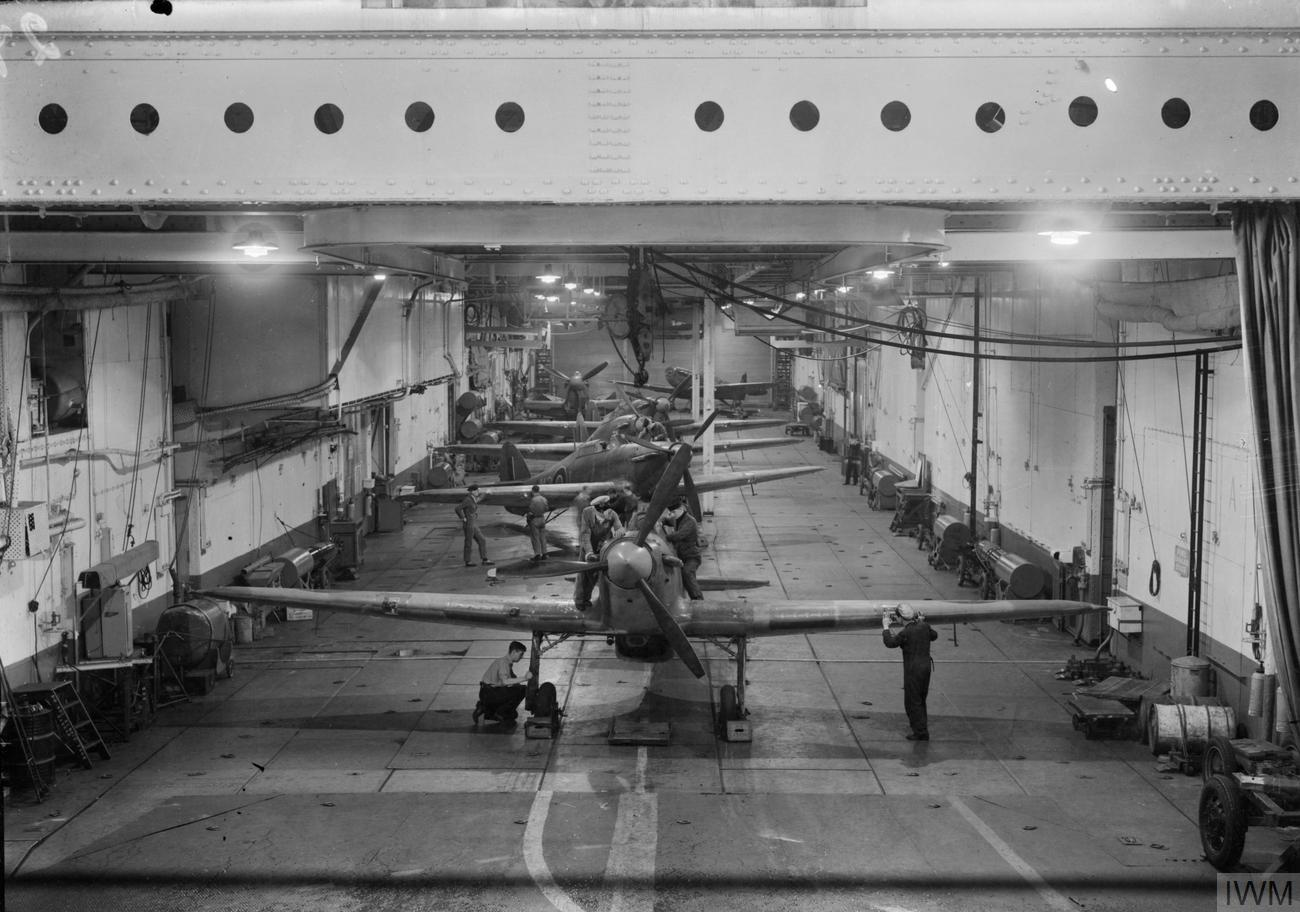
1942年に撮られた「アーガス」の格納庫の写真。

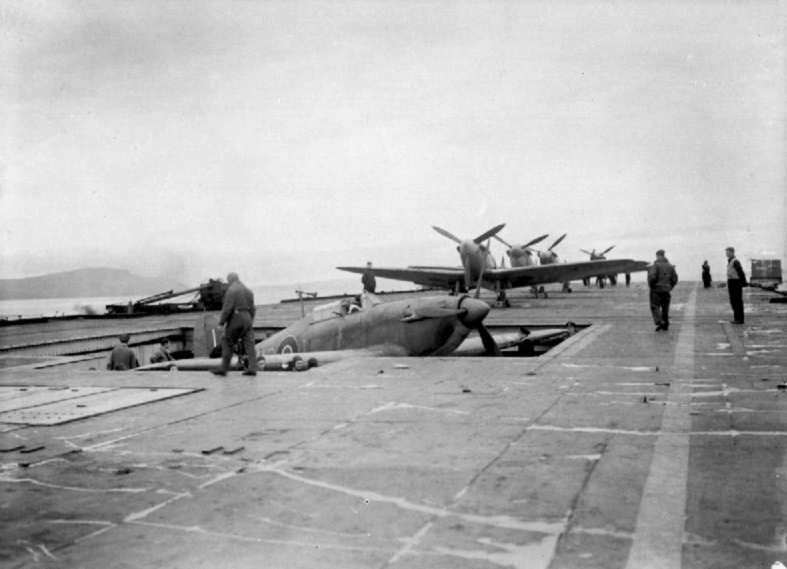
1942年に撮られた「アーガス」の後部飛行甲板の写真。

飛行甲板下には高さ6.1mの一層式の格納庫が設けられていた。搭載機数は前級「フューリアス」の10機から進歩して20機を搭載できた。艦橋は、計画時には飛行甲板両脇に前後に長い艦橋を配置し、その間を艦載機が離・着艦する予定であったが、実用性の観点から艦橋は飛行甲板下に設けられて飛行甲板上部に構造物は存在しなかった。しかし、艦橋からの見通しが悪く、そのため湾内ではエレベーター式操舵艦橋(写真で飛行甲板前部に見える四角い構造物)を設け、操艦を容易にする工夫が加えられた。これは必要な時に飛行甲板上に露出し、航空機を運用する際には引っ込めることができた。1936〜38年の改装で艦首をエンクローズ化して全部飛行甲板を拡張して飛行甲板は全て水平となり長さ167mとなった。
しかし飛行甲板から障害物を除去しようというイギリス海軍の意図は、本艦から煙突まで撤去させてしまった。そのため浮き船渠か標的のような外観となっている。
排煙にあたり排煙路を船体左右に分け、写真で見えるように艦尾ダクトから左右に排煙する方式をとった。そのため煙路により重量がかさみ、構造も複雑で、格納庫スペースが狭められた上、煙熱で格納庫内の整備員は苦しめられた。後にこの方式は「フューリアス」の第二次近代化改装後にも採用され、同様の苦情が出た。ちなみに、日本の戦艦改造空母「加賀」も当初はこの方式を採用して同様の問題に悩まされており、この方式は失敗であった。
なお就役後、飛行甲板の片舷に艦橋と煙突の模型を設置し、気流の実験をおこなった。結果は良好だったため、戦艦改造空母「イーグル」を筆頭に、その後のイギリス航空母艦の建造に生かされたという。
元が低速な商船であったが、初めての全通形状飛行甲板で、飛行甲板スペースを広く取れたために後の航空機の発達に伴い滑走距離の増加も対応できた。長く一線に留まっていられたのも当時のイギリス海軍の艦載機の主流が軽量な複葉機で、低速でも長い滑走路があれば離着艦可能だった事にも一因している。
船体にはダズル迷彩が施された。

### 搭載機変遷
| 年時       | 内訳 | 合計 |
| ---------- | --- | ---- |
| 1920年 春  | ソッピース キャメル×4, Airco DH.9A×2, フェアリー社製フロートプレーン×2                                                               | 8機  |
| 1921年 春  | パーナル パンサー×10, フェアリー III×3                                                                                               | 13機 |
| 1922年9月  | グロスター ナイトジャー×⁇ | ⁇機  |
| 1940年6月  | 701海軍飛行隊 (701 Squadon) スーパーマリン ウォーラス×⁇                                                                              | ⁇機  |
| 1940年8月  | 418戦闘機中隊 (418 Flight RAF) ホーカー ハリケーン×12, ブラックバーン スクア×2                                                       | 14機 |
| 1940年11月 | ハリケーン×12, スクア×2 | 14機 |
| 1940年12月 | 821海軍飛行隊 (821 Squadon) フェアリー ソードフィッシュ×6 825海軍飛行隊 (825 Squadon) ソードフィッシュ×2                             | 8機  |
| 1941年3月  | ハリケーンMk.II×12, スクア×3 | 15機 |
| 1941年4月  | 812海軍飛行隊 (812 Squadon) ソードフィッシュ×6                                                                                       | 12機 |
| 1941年5月  | 800海軍飛行隊 (800 Squadon) フェアリー フルマー×3, ハリケーン×⁇                                                                      | ??機 |
| 1941年8月  | 151航空隊 (151 Wing RAF) ハリケーン×24                                                                                               | 24機 |
| 1941年9月  | 828海軍飛行隊 (828 Squadon) フェアリー アルバコア×12                                                                                 | 12機 |
| 1941年11月 | 818海軍飛行隊 (818 Squadon) ソードフィッシュ×4 804海軍飛行隊 (804 Squadon) シーハリケーン×2 ハリケーン×⁇                             | ??機 |
| 1942年2月  | 812海軍飛行隊 (812 Squadon) ソードフィッシュ×12 スーパーマリン スピットファイア×⁇                                                    | ??機 |
| 1942年3月  | 804海軍飛行隊 (804 Squadon) シーハリケーンMk.IIB×12                                                                                  | 12機 |
| 1942年5月  | 807海軍飛行隊 (807 Squadon) フルマー×12                                                                                              | 12機 |
| 1942年6月  | 807海軍飛行隊 (807 Squadon) フルマー×2 813海軍飛行隊 (813 Squadon) ソードフィッシュ×9 807海軍飛行隊 (807 Squadon) ソードフィッシュ×4 | 15機 |
| 1942年11月 | 880海軍飛行隊 (880 Squadon) シーファイアMk.IIc×18                                                                                    | 18機 |

## 防御
防御力は開明期の空母らしく、船体の一部に装甲を持っていた。
舷側防御は水線部で51 mm、甲板部で51 mmと、駆逐艦の砲撃に対してのみ有効な防御を持っていた。

## 機関
元が客船であったためにボイラーは旧式の円缶12基とパーソンズ式の高速型直結タービン1基と中速型直結タービン1基と低速型タービン1基で1組とする。タービン配置は高速型と中速型をタンデム配置で外型軸を推進し、低速型タービンは後進用で内側軸を推進した。これで2組4軸推進で最大出力20,000馬力で最大速力20.3ノットを発揮した。飛行甲板を全通型とするためにボイラー室からの煙路が格納庫を挟むように両側に通され、強力なファンにより艦尾に片舷1本ずつ設けられた煙突から強制排煙する。このために高温の煤煙により熱せられた艦内の居住性は最悪であった。
なお、ボイラーは解体されるV級駆逐艦とW級駆逐艦に搭載されていたヤーロー式重油専焼水管缶6基を再利用するために換装された。これにより僅かに出力が改善されて最大出力は21,500馬力で最大速力21.8ノットを発揮した。

## 艦歴
就役直後の1918年（大正7年）9月22日、ロサイスに到着した。グランドフリート (Grand Fleet) に編入される。折しも水上機母艦「カンパニア」を退艦したばかりの日本海軍駐在武官桑原虎雄大尉が「アーガス」を訪問し、艦内を視察したほか、アーガス艦長から説明を受けている。10月末には、飛行甲板に艦橋と煙突の模型を設置して実験をおこなう。
大艦隊司令長官ビューティー提督など、一部のイギリス海軍高級指揮官はソッピース　クックー複葉雷撃機により、現存艦隊主義を奉じて艦隊決戦を避けるドイツ帝国海軍 (Kaiserliche Marine) の大洋艦隊 (Hochseeflotte) を攻撃しようと企図した。第185飛行隊がアーガスに配備されて訓練をおこなったが、実戦に参加する前に第一次世界大戦が終わった。
戦争終結により大艦隊が解散すると、大西洋艦隊に配備された。1922年9月に発生したチャナク危機ではグロスター ナイトジャー戦闘機を搭載してダーダネルス海峡に展開し、水上機母艦「アーク・ロイヤル (HMS Ark Royal) 」の輸送してきたブリストル ファイター戦闘機を、飛行甲板を持たない水上機母艦の代わりに発艦させた。
1920年代中盤にバルジの装着工事を行っている。1936年にはクイーンビー（女王蜂）無線操縦標的機を運用するための母艦となり、1938年7月30日に近代化改装を終えた後は着艦訓練のための練習艦として使用された。
1939年9月、第二次世界大戦が勃発する。1940年4月には撤去されていた主砲や機銃が再度取付けられ、6月の中旬に巡洋戦艦「フッド」と駆逐艦6隻と共にUS3船団を護衛した。その後もハリー作戦、ホワイト作戦、パーペテュアル作戦などで、しばしばH部隊と行動を共にしてマルタ攻囲戦にともなうマルタ島への航空機輸送任務やマルタ補給作戦に従事した。正規空母「アーク・ロイヤル (HMS Ark Royal, 91) 」がU-81に撃沈されると、地中海戦域で唯一運用可能な空母として、H部隊の支援のためにジブラルタルに留まり、地中海で行動した。翌年に行われたハープーン作戦では「イーグル」と共に輸送船団の間接護衛部隊(W部隊)に加わり、対潜哨戒を行った。この際にはイタリア空軍機により、直衛のフルマー戦闘機を撃墜されている。
ペデスタル作戦では事前に行われた訓練に参加したが、乗艦していた804海軍飛行隊の実力が疑問視されたため、804飛行隊と共に作戦への参加は見送られている。トーチ作戦では英米の上陸部隊に対して、航空支援を行っていた中の11月10日に空爆を受けて小破し4人の戦死者を出した。11月14日には護衛空母「アヴェンジャー」と共に地中海からイギリスへ戻る船団を護衛するためジブラルタルを出航するが、翌日にアヴェンジャーはU155に撃沈された。
地中海以外での特筆するエピソードとしては1940年の12月25日にWS5A船団に所属してフューリアスと共に航空機を輸送している途中、大西洋上でドイツ海軍の重巡洋艦「アドミラル・ヒッパー」と遭遇した（ノルトゼートゥーア作戦）。この時の本艦は輸送用の他に自己防衛用のソードフィッシュを2機搭載していたが、魚雷はフューリアスの方に積み込まれていた。後にヒッパー捜索のためにブラックバーン スクア艦上爆撃機が発進したのと入れ替わる形でフューリアスに着艦したソードフィッシュに魚雷が積み込まれ、ようやく反撃の態勢が整った。その頃には、船団護衛部隊の英連邦巡洋艦（ベリック、ボナヴェンチャー、ダニディン）と交戦したヒッパーは立ち去っていた。1941年の9月には正規空母「ヴィクトリアス」に護衛されながらイギリス空軍の151航空団のパイロットと24機のハリケーンをソ連のムルマンスクへ輸送している。
1943年の5月にトーチ作戦で負った損傷の修理を終えると、本格的な護衛空母への転用が検討されたが取り消され、練習空母に戻された。1944年の9月27日までパイロットの着艦訓練を務めた後、同年の12月にチャタムに係留され宿泊艦となった。46年に除籍され解体。